# ヤセル・ラルシ
ヤセル・ラルシ（アラビア語:  ياسر لعروسي、2001年1月1日 - ）は、アルジェリアとフランスのサッカー選手。ポジションはDF。

## クラブ歴
ル・アーヴルACのU17チームで主将を務めた。しかし契約延長を拒否しフリーとなると、多くのクラブから注目される存在となった。
2017年11月にリヴァプールFCの下部組織に移籍。コーチ陣には「アグレッシブでとにかく速い」と評され、ネクスト・ジェネレーション2018にも掲載された。このため当初はウインガーであったが、後にサイドバックにコンバートされた。FAユースカップ優勝にもサイドバックとして貢献した。2019年夏にはトップチームに合流し、練習試合にも出場したが、セビージャFCのジョリス・ニャニョンの悪質なタックルを受けて負傷した。2020年1月5日のFAカップ3回戦で負傷したジェイムズ・ミルナーに代わって出場し選手初出場。しかし同シーズンを以て退団した。
2021年7月26日にリーグ・アンのESTACに加入。
2023年7月17日、シェフィールド・ユナイテッドFCにレンタル移籍。

## 代表歴
アルジェリアとフランス両国での代表資格を有している。
2023年9月、アルジェリア代表監督のジャメル・ベルマディはラルシが11月の2026 FIFAワールドカップ・アフリカ予選からアルジェリア代表として活動することを発表した。